# 槭叶铁线莲
槭叶铁线莲（学名：Clematis acerifolia）为毛茛科铁线莲属下的一个种。

## 扩展阅读
- 維基物種上的相關：槭叶铁线莲